# Chipa soo

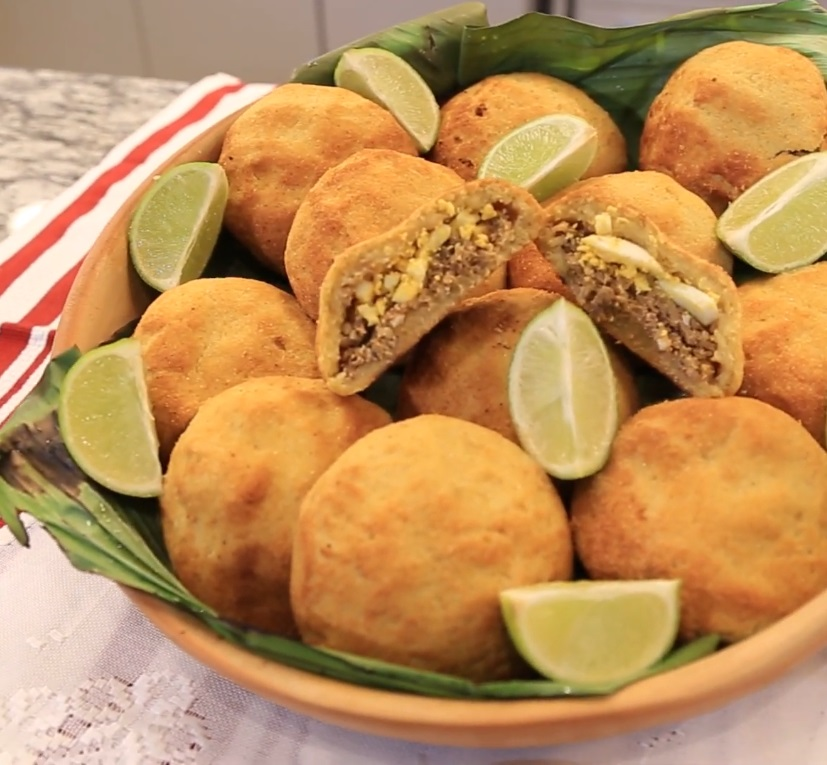
Um prato de Chipa soo

Chipa soo é um prato típico do Paraguai (conhecido pelos fronteiriços desta região) e no nordeste argentino (províncias de Misiones, Corrientes, Chaco e Formosa).. 
Feita de farinha de milho cateto que primeiramente é cozida e posto ao sol para secar e depois passar no moinho, ou se preferir pode comprar pronto e depois fazer a chipa. Os demais ingredientes são gracha de porco, ovos cebola frita com carne moída e bem temperada e depois de fria reserva, molha-se o milho moído e peneirado e depois mistura-se os ovos e a gracha até ficar uma massa que possa ser aberta na palma da mão e recheá-la com a carne moída, depois de feito isto pode por no forno e quando estiver bem corada retirar do forno, servir quente é um bom lanche.